# 1968 v športu
1968 v športu.
Olimpijsko leto. Poletne OI so se odvile v Méxicu, Mehika, zimske OI pa v Grenoblu, Francija.

## Avto - moto šport
- Formula 1: Graham Hill, Združeno kraljestvo, Lotus - Ford, je slavil s tremi zmagami in 48 točkami, konstruktorski naslov je šel prav tako v roke moštvu Lotus - Ford, ki je osvojilo 62 točk
- 500 milj Indianapolisa: slavil je Bobby Unser, iz ZDA, z bolidom Eagle/Offenhauser, za moštvo Leader Cards[1]

## Kolesarstvo
- Tour de France 1968: Jan Janssen, Nizozemska
- Giro d'Italia: Eddy Merckx, Belgija

## Košarka
- Pokal evropskih prvakov: Real Madrid
- NBA: Boston Celtics slavijo s 4 proti 2 v zmagah nad Los Angeles Lakers[2]
- Olimpijske igre, moški - ZDA osvojijo zlato pred srebrno Jugoslavijo, bron je pripadel moštvu Sovjetske zveze[3]

## Nogomet
- Pokal državnih prvakov: Manchester United je slavil po podaljšku s 4-1 proti Benfici[4]
- Evropsko prvenstvo v nogometu - Italija 1968: Italija v finalu slavi s 2-0 nad Jugoslavijo, tretja je Anglija[5]

## Smučanje
- Alpsko smučanje: 
  - Svetovni pokal v alpskem smučanju, 1968
    - Moški: Jean-Claude Killy, Francija[6]
    - Ženske: Nancy Greene, Kanada[7]

  - Alpsko smučanje na Zimskih olimpijskih igrah - Grenoble 1968: 
    - Moški:
    - Slalom: Jean-Claude Killy, Francija
    - Veleslalom: Jean-Claude Killy, Francija
    - Smuk: Jean-Claude Killy, Francija
    - Ženske:
    - Slalom: Marielle Goitschel, Francija
    - Veleslalom: Nancy Greene, Kanada
    - Smuk: Olga Pall, Avstrija
- Nordijsko smučanje: 
  - Smučarski skoki na Zimskih olimpijskih igrah - Grenoble 1968: 
    - Manjša skakalnica: Jiří Raška, Češkoslovaška
    - Večja skakalnica: Vladimir Belusov, Sovjetska zveza

## Tenis
Prelomno leto za tenis s pričetkom tako imenovane odprte dobe kjer so prvič vsi največji turnirji odprti za profesionalce 
- Turnirji Grand Slam za moške: 
  - 1. Odprto prvenstvo Avstralije: William Bowrey, Avstralija[8]
  - 2. Odprto prvenstvo Francije: Ken Rosewall, Avstralija
  - 3. Odprto prvenstvo Anglije - Wimbledon: Rod Laver, Avstralija[9]
  - 4. Odprto prvenstvo ZDA: Arthur Ashe, ZDA
- Turnirji Grand Slam za ženske: 
  - 1. Odprto prvenstvo Avstralije: Billie Jean King, Avstralija[10]
  - 2. Odprto prvenstvo Francije: Nancy Richey, ZDA
  - 3. Odprto prvenstvo Anglije - Wimbledon: Billie Jean King, Avstralija[11]
  - 4. Odprto prvenstvo ZDA: Virginia Wade, Združeno kraljestvo
- Davisov pokal: ZDA slavi s 4-1 nad Avstralijo[12]

## Hokej na ledu
- NHL - Stanleyjev pokal: Montreal Canadiens slavijo s 4 proti 0 v zmagah nasproti St. Louis Blues
- Olimpijada - zlata Sovjetska Zveza je slavila pred srebrno Češkoslovaško, tretja in bronasta je bila Kanada

## Rojstva
- 1. januar: Davor Šuker, hrvaški nogometaš
- 22. januar: Petr Korda, češki tenisač
- 2. februar: Espen Bredesen, norveški smučarski skakalec
- 3. februar: Vlade Divac, srbski košarkar
- 3. februar: František Kučera, češki hokejist
- 15. februar: Uroš Šerbec, slovenski rokometaš
- 22. februar: Ulrike Stanggassinger, nemška alpska smučarka
- 29. februar: Sadik Mujkič, slovenski veslač
- 5. april: Stefan Nilsson, švedski hokejist
- 7. april: Aleš Čeh, slovenski nogometaš
- 8. maj: Veronika Šarec, slovenska alpska smučarka
- 9. maj: Masahiko Harada, japonski smučarski skakalec
- 11. junij: Marko Smolej, slovenski hokejist
- 2. junij: Talant Dujšebajev, španski rokometaš
- 14. junij: Cathy Chedal-Bornu, francoska alpska smučarka
- 30. junij: Volker Zerbe, nemški rokometaš
- 3. julij: Teppo Numminen, finski hokejist
- 9. julij: Paolo Di Canio, italijanski nogometaš
- 16. avgust: Mateja Svet, slovenska alpska smučarka
- 13. avgust: Merete Fjeldavlie, norveška alpska smučarka
- 18. september: Toni Kukoč, hrvaški košarkar
- 27. september: Stipe Balajić, hrvaški nogometaš
- 28. september: Mika Häkkinen, finski dirkač Formule 1
- 2. oktober: Jana Novotná, češka tenisačica
- 3. oktober: Nik Zupančič, slovenski hokejist in trener
- 8. oktober: Zvonimir Boban, hrvaški nogometaš
- 23. oktober: Lucie Laroche, kanadska alpska smučarka
- 26. oktober: Robert Jarni, hrvaški nogometaš
- 6. november: Klaus-Dieter Petersen, nemški rokometaš in trener
- 14. november: Lucia Medzihradská, slovaška alpska smučarka
- 24. november: Tomas Forslund, švedski hokejist
- 2. december: Jiří Dopita, češki hokejist
- 4. december: Britta Bilač, nemško-slovenska športnica-atletinja
- 12. december: Sašo Udovič, slovenski nogometaš
- 16. december: Florence Masnada-Aubonnet, francoska alpska smučarka

## Smrti
- 10. januar: Eleanor »Nell« Mary Hall Hopman, avstralska tenisačica (* 1909)
- 22. januar: Duke Kahanamoku, ameriški plavalec (* 1890)
- 24. januar: Frederick »Frock« Lowrey, kanadski hokejist (* 1902)
- 3. februar: Marty Burke, kanadski hokejist (* 1905)
- 8. marec: Jerzy Braun, poljski veslač (* 1911)
- 26. marec: Eleonora Sears, ameriška tenisačica (* 1881)
- 7. april: Jim Clark, britanski dirkač Formule 1 (* 1936)
- 24. april: Walter Tewksbury, ameriški atlet (* 1876)
- 25. april: Gunnar Andersen, norveški nogometaš in smučarski skakalec (* 1890)
- 5. maj: Wilf Cude, kanadski profesionalni hokejist (* 1910)
- 7. maj: Mike Spence, britanski dirkač Formule 1 (* 1936)
- 2. junij: Richard Norris Williams, ameriški tenisač (* 1891)
- 8. junij: Ludovico Scarfiotti, italijanski dirkač Formule 1 (* 1933)
- 9. julij: Viktor Blinov, ruski hokejist (* 1945)
- 3. september: Carl Pedersen, danski veslač (* 1884)
- 21. september: Guido De Filip, italijanski veslač (* 1904)
- 28. september: Norman Brookes, avstralski tenisač (* 1877)
- ? oktober: William Varley, ameriški veslač (* 1880)
- 4. november: Horace Gould, britanski dirkač Formule 1 (* 1918)
- 20. november: Albert Holway, kanadski profesionalni hokejist (* 1902)
- 27. november: Karel Hromádka, češki hokejist (* 1905)